# 長田村 (茨城県)
長田村（ながたむら）は茨城県猿島郡にかつて存在した村である。現在の茨城県境町の北部に位置する。

## 歴史
- 1889年（明治22年）4月1日 - 町村制施行により、長井戸村・猿山村・蛇池村・下砂井村・栗山村・西泉田村・上小橋村が合併し猿島郡長田村が成立する。
- 1955年（昭和30年）3月16日 - 境町・長田村・静村・猿島村・森戸村が合併し、境町が発足。長田村は消滅。